# 林德官代天府
林德官代天府，又稱代天府廟，是中華民國高雄市苓雅區次分區林德官的廟宇，主奉李府千歲。林德官代天府為民間俗稱的「樓頂廟」，樓下為汽車行，樓上才是代天府本廟。

## 廟史

### 明末和清領時期
林德官代天府奉祀的主神李府千歲（李王爺）神像根據傳說是在明朝末年的1662年從福建泉州乘信徒做醮酬神放出之王船漂流來臺灣的，並且由早期移民來臺灣的漢人發現王爺神明金身，便恭請至林德官庄設壇奉祀。
當時林德官庄只有數十戶居民，全是務農為主，庄民如有任何疑難雜症，就會到供奉王爺的神壇向李府王爺祈求庇佑，有求必應，因此香火逐漸興旺，庄民感以報答王爺庇佑之神恩、於是籌募資金興建代天府廟宇，廟宇建築初期是以石頭、老古石磚塊等所砌成，從此代天府廟成為林德官的信仰中心。

### 日治時期和光復後
日治末期（太平洋戰爭末期），盟軍每日頻繁空襲，林德官庄民因深感不安而祈求李王爺庇佑，李王爺神威使庄民在二戰期間平安無事，鄰近林德官的苓雅寮，居民也紛紛前來林德官庄居住。臺灣光復後，代天府廟宇建築年久失修，且原建築物全是土角、老古石、磚塊所砌戎的平房，不堪長久風吹雨打與日曬，廟宇牆壁龜裂，每當下雨時便會漏水，廟體呈現欲墜之狀態。
廟宇建築於1964年重修，1968年竣工。1980年代高雄市政府都市計畫開闢光華路，廟宇便轉向光華一路方向重建，1987年農曆五月重建竣工，同年八月舉行落成慶典。

## 祀神
代天府正殿主祀李府千歲，陪祀天上聖母、中壇元帥、註生娘娘、福德正神、觀音菩薩和虎爺；
凌霄寶殿主祀玉皇大帝和三官大帝，陪祀南斗星君、北斗星君